# Robert Roselia
Robert Roselia (Lione, 6 febbraio 1976) è un ex pugile francese.

## Biografia
Robert Roselia nasce a Lione nel 1976, da genitori congolesi. Si appassiona al pugilato quando ha dodici anni, e nel 1993 entra a far parte della nazionale juniores francese di boxe. Nel 1996, Roselia partecipa ai Giochi Olimpici, venendo eliminato al primo turno.
Roselia esordisce tra i professionisti nel 1998. Dopo una serie di match poco importanti, vince il titolo europeo dei medi nell'agosto del 2002. Mantiene la cintura fino al 2004, quando è sconfitto a Deiva Marina da Lorenzo Di Giacomo. Il 25 giugno dello stesso anno, a Marsala, conquista il titolo intercontinentale IBF mettendo KO al terzo round Ottavio Barone. Rimane inattivo per tutto il 2005.
Nell'ottobre del 2006, riconquista il titolo intercontinentale IBF sconfiggendo Gianfranco Rosi ma due mesi dopo è  squalificato dalla Federazione per aver usato sostanze illegali prima del match con Rosi.
Roselia torna sul ring nel 2008, ma combatte solo cinque incontri, fino al ritiro avvenuto nel 2010.